# BLS股份公司

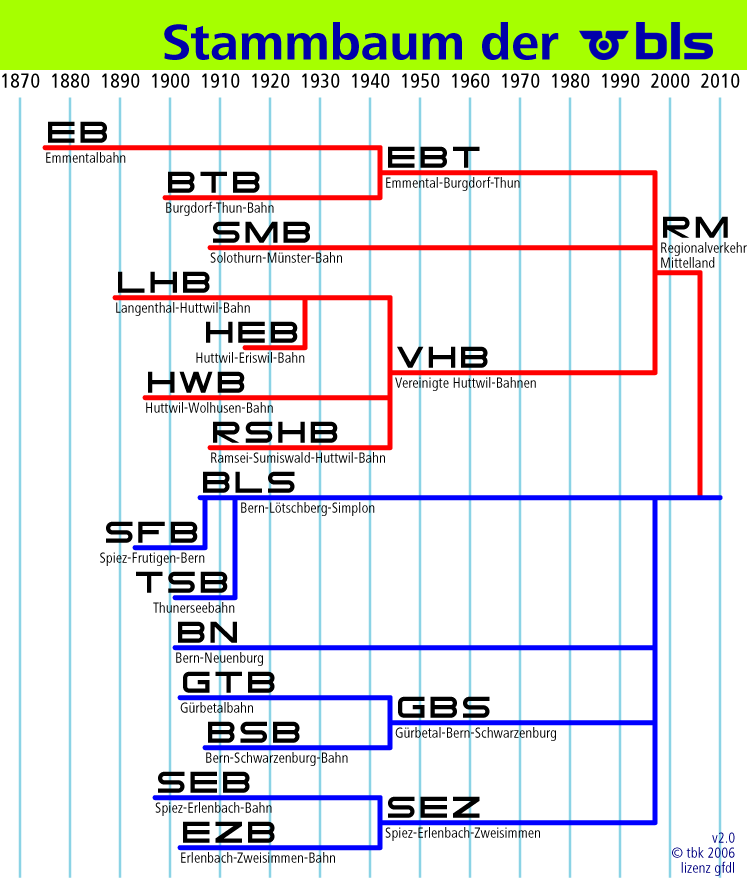
BLS股份公司的发展谱系

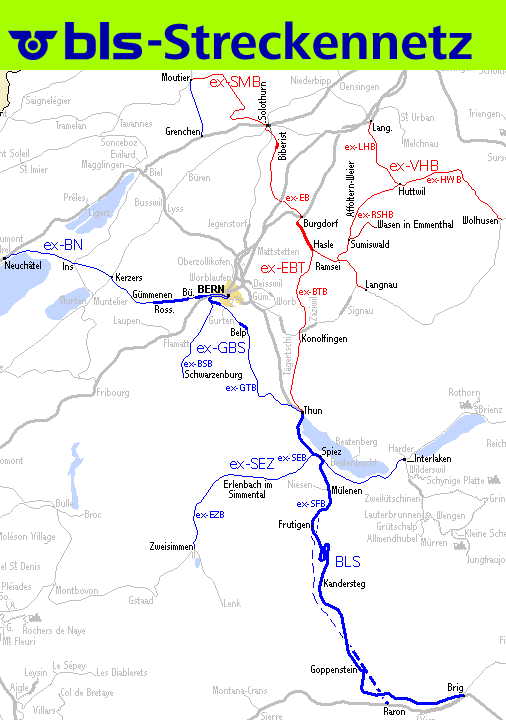

BLS股份公司（德語：BLS AG）是瑞士一家公私合营的铁路公司，拥有总长度达440公里的铁路运营里程，为瑞士规模最大的私铁。此外，它也在图恩湖及布里恩茨湖经营航运。公司名称源自“伯尔尼－勒奇山－辛普朗”的首字母缩写，最早可以追溯至1906年成立的伯尔尼BLS阿尔卑斯铁路公司（Berner Alpenbahngesellschaft BLS）。
BLS股份公司成立于2006年4月24日，并在前身公司BLS勒奇山铁路（BLS）和瑞士高原区域运输的股东的批准下自2006年6月27日起正式投入运营。在法律上，BLS勒奇山铁路及瑞士高原区域运输合并为新的BLS股份公司是通过股份转换实现，其中BLS勒奇山铁路每股（面值为10瑞士法郎）相当于BLS股份公司的8股（1瑞士法郎），瑞士高原区域运输每股（面值为12.5瑞士法郎）相当于BLS股份公司的24股。BLS股份公司的主要股东为伯尔尼州，共持有公司55.8%的市场份额；瑞士联邦的持股比例则为21.7%。
货运业务自2001年起即由独立运作的子公司BLS货运负责。原瑞士高原区域运输的货运业务则在公司合并前被穿越铁路分拆。
继2007年6月16日起于新造的勒奇山基底隧道进行试运行后，BLS股份公司又在同年12月9日于当地开始全面的行车计划。公司为此还特别创立了BLS阿尔卑斯运输。与此同时，瑞士联邦也要求将BLS基建的大部分财产分拆为一个独立运作的股份公司，并由瑞士联邦持有大部分股权。因此，BLS基建的资产及负债均转让至BLS阿尔卑斯运输，并更名为BLS网络。

## 机车车辆
| 型号                | 数量 （原有数量） | 备注                         |
| 运营中              | 运营中            | 运营中                       |
| ------------------- | ----------------- | ---------------------------- |
| Re 465              | 18                |                              |
| Re 485              | 20                |                              |
| Re 486              | 10                |                              |
| Re 456              | 2                 | 租借自瑞士东南铁路           |
| Re 425              | 32（35）          |                              |
| Re 420.5            | 4（12）           | 原瑞士联邦铁路Re4/4 II型机车 |
| RABe 515            | 18（28）          | 交付中                       |
| RABe 525（3节编组） | 23（25）          |                              |
| RABe 525（4节编组） | 13                |                              |
| RABe 535（4节编组） | 25                | 122–125号车组交付中          |
| RADe 565            | 21（22）          |                              |
| RBDe 566 I          | 6（8）            | 原RM持有                     |
| RBDe 566 II         | 13                | 原RM持有                     |
| 已退役              |                   |                              |
| RABe 526（3节编组） | 13                | 原RM，现瑞士联邦铁路         |
| Ae 6/8              | （8）             | 历史机车                     |
| Ae 8/8              | （5）             |                              |
| Ae 4/4              | （8）             |                              |
| Ce 4/6              | （17）            |                              |

## 运营线路

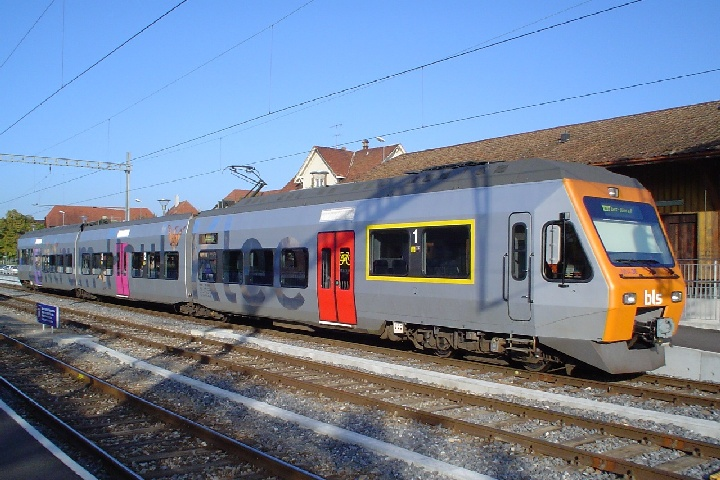
BLS的区域快车运行于凯尔泽斯

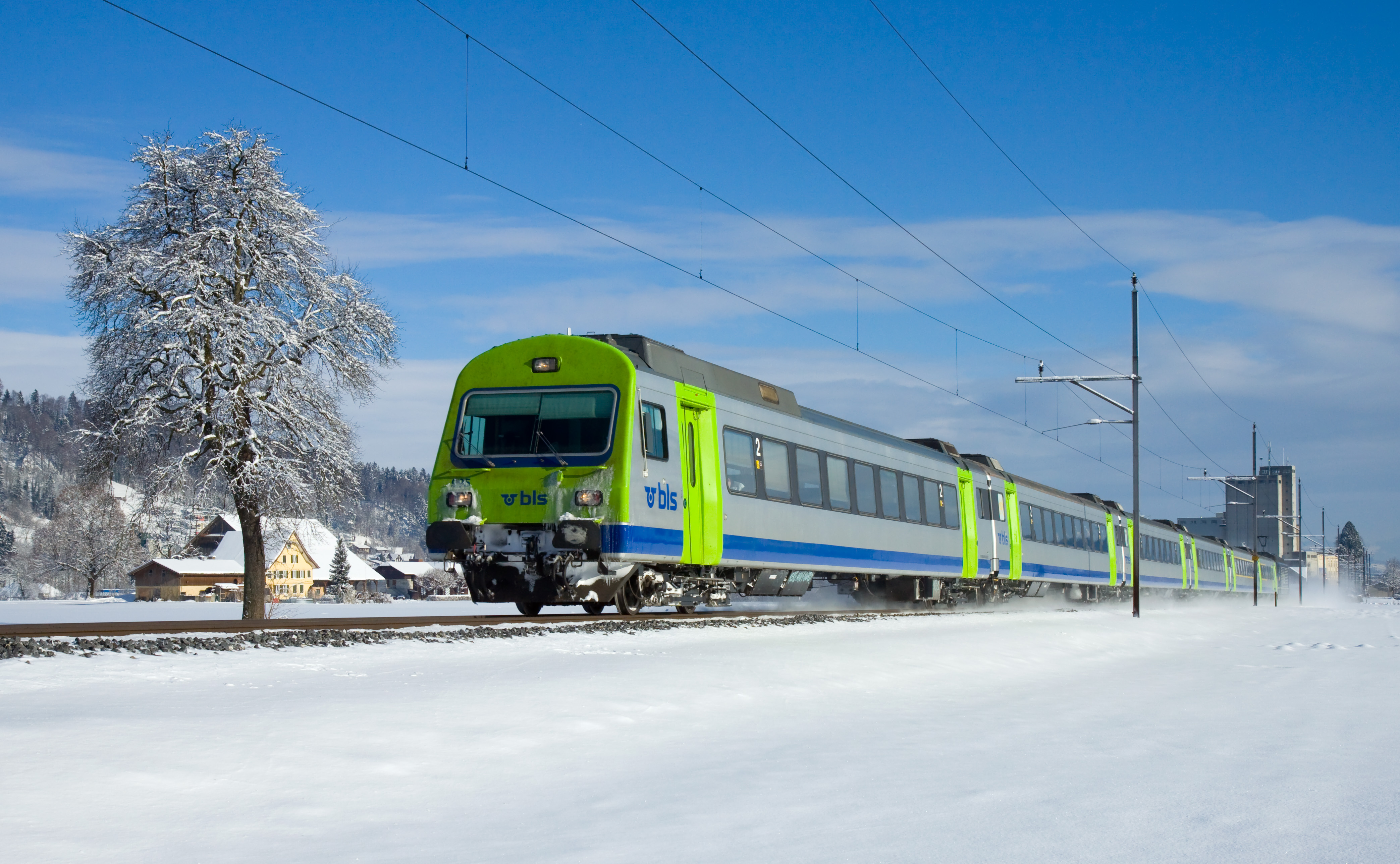
BLS由卢塞恩开往伯尔尼的3节编组动车

BLS股份公司主要在伯尔尼及卢塞恩地区提供S-Bahn服务。其中在伯尔尼地区的运营范围最远可达纳沙泰尔、比尔、弗里堡、勞彭、帕耶讷、施瓦尔岑堡、图恩、布里格、阿勒河畔比倫、卢塞恩、朗瑙和特魯布沙興等地。
在区域客运方面，BLS股份公司的运营范围涉及瑞士七个联邦州逾700公里，每年发送旅客超过530万人次。
伯尔尼S-Bahn
- S1  弗里堡－伯尔尼－明辛根－图恩
- S2  劳彭－伯尔尼－科諾爾芬根－朗瑙
- S3  比尔－利斯－伯尔尼－貝爾普（21点后至图恩）
- S31 （比尔－利斯－）明興布赫塞－伯尔尼－貝爾普（高峰期延长至比尔并仅停利斯）
- S4  图恩－貝爾普－伯尔尼－布格多夫－拉姆塞－朗瑙
- S44 图恩－貝爾普－伯尔尼－布格多夫－維勒/−蘇米斯瓦爾德−格吕嫩
- S5  伯尔尼－凱爾澤斯－纳沙泰尔/穆爾滕（－帕耶讷）
- S51 伯尔尼－施特克阿克－比姆普利茨北－韦斯特塞德
- S52 伯尔尼－施特克阿克－比姆普利茨北－罗斯豪舍恩－居门嫩－凯尔泽斯（－因斯）
- S6 伯尔尼－施瓦尔岑堡

卢塞恩S-Bahn
- S6 卢塞恩－沃胡森－朗瑙/胡特維爾－朗根塔爾 （2010年以前与瑞士联邦铁路合作运营，部分作为S7线）
- S7 沃胡森－胡特維爾－朗根塔爾（自2010年12月起采用此形式）
- S61 卢塞恩-韋滕斯泰因

区域快车
- 区域快车 伯尔尼－朗瑙－卢塞恩（自2004年12月起）
- 区域快车 图恩－科諾爾芬根－布格多夫－索洛图恩
- 区域快车 伯尔尼－纳沙泰尔
- 区域快车 伯尔尼－明辛根－施皮茨－布里格/－茨韋西門（自2007年12月起以“勒奇山号”的名义运营）
- 区域快车 因特拉肯东－施皮茨－茨韋西門

区域列车
- 区域列车 （伯尔尼－）施皮茨－茨韋西門
- 区域列车 施皮茨－弗鲁蒂根
- 区域列车 图恩－科諾爾芬根－哈斯勒－吕格绍（－布格多夫）
- 区域列车 布格多夫－索洛图恩
- 区域列车 索洛图恩－穆捷（至2010年，现由瑞士联邦铁路运营）
- 区域列车 凱爾澤斯－利斯－阿勒河畔比倫
- 区域列车 因特拉肯东－施皮茨

## 汽车装运

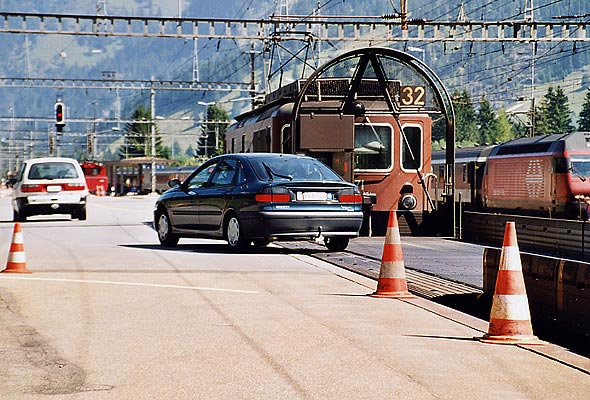
BLS在坎德斯泰格开办的汽车装运列车业务

BLS在勒奇山隧道两端的坎德斯泰格及格蓬施泰因之间提供一项穿越隧道的汽车装运列车（不同于人车同行）服务，全程耗时约20分钟，乘客可以留在自己驾驶的汽车内，由两侧开放的汽车运输专用平车运送至隧道的另一端。在节假日期间，BLS也会在格蓬施泰因至辛普朗隧道南端的伊塞勒（意大利）间提供这项服务。

## 湖泊航运
自从1913年接管图恩湖铁路（在1912年与图恩湖及布里恩茨湖联合轮船公司合并）后，BLS也在图恩湖及布里恩茨湖经营航运。子公司伯尔尼高地航运（Schifffahrt Berner Oberland）如今仅在夏季提供旅游性质的包船。图恩湖的船舶作为渡船提供航行至贝亚图斯洞和尼德峰登山铁路的服务；布里恩茨湖则开辟有前往吉斯巴赫瀑布的服务，并在布里恩茨提供连接至布吕尼希、布林策羅特峰和巴伦贝格生态博物馆的渡轮。由于图恩湖及布里恩茨湖之间（即因特拉肯东部及西部之间）没有大型船只的通航水道，因此连接两个湖泊的航运连接需要在阿勒河换乘。两艘明轮船的组合（“勒奇山号”及“布吕姆利斯山号”）仅能从布里恩茨出发。BLS在五月至十月期间于图恩湖提供7或8对定期班次，于布里恩茨湖提供4至5对定期班次。这是自2003年以来由于运营亏损和联邦州财政补贴的削减而使班次密度降低的时刻表。在图恩湖运行的定期班次除从格瓦特、施皮茨和福伦塞出发外，几乎都在右岸运行。左岸其它的码头均已被废弃或枯竭。两艘明轮船可从五月中旬至九月中旬投入使用，除常规渡轮的服务外，它还提供多元化的美食，并主要在夜间出航。

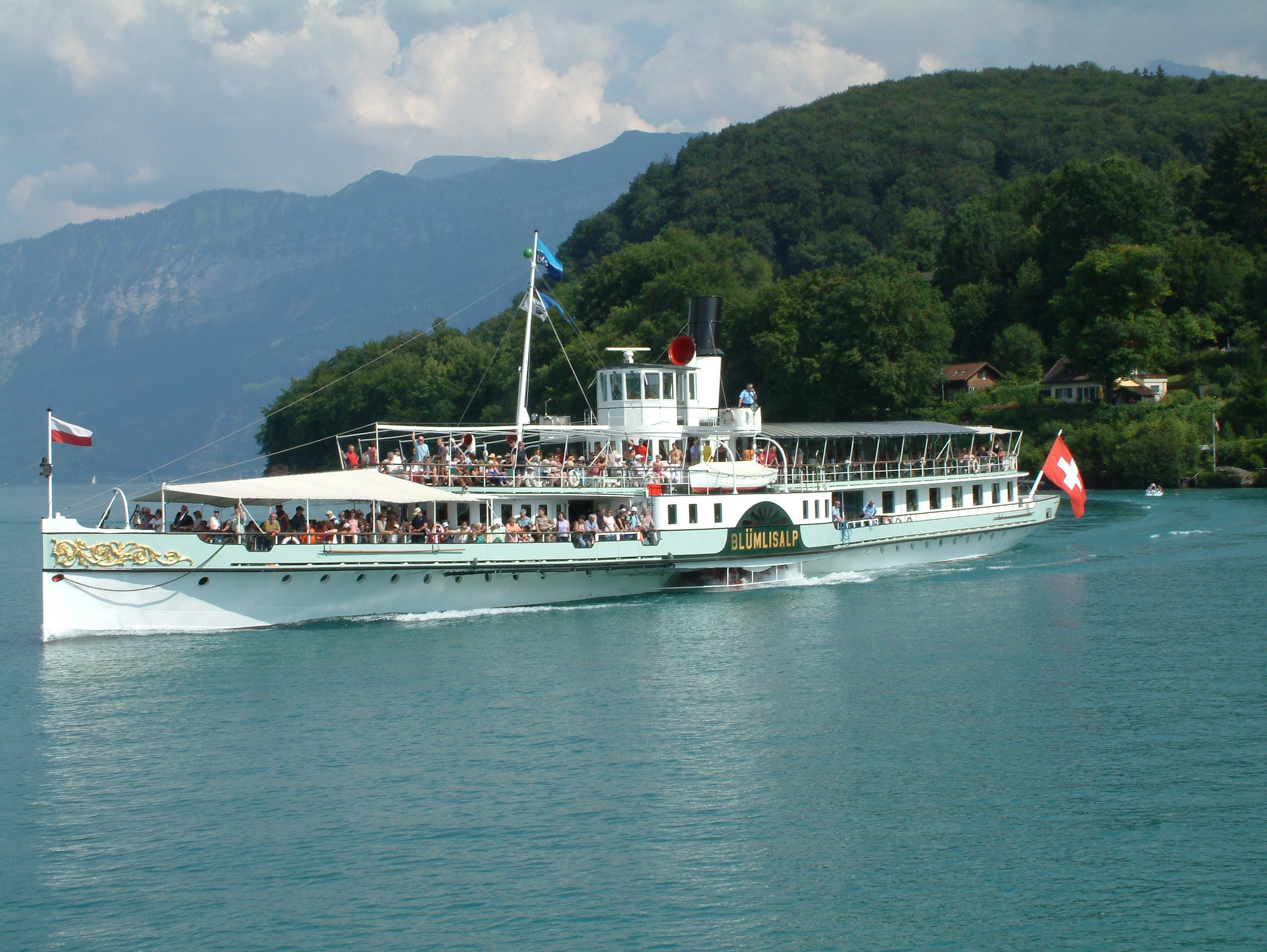
布吕姆利斯山号明轮船运行于图恩湖

布里恩茨湖泊岸
- 布里恩茨
- 布里恩茨村
- 吉斯巴赫（德语：Giessbach）
- 上里德
- 伊瑟爾特瓦爾德
- 下里德
- 林根贝格
- 伯尼根
- 格斯维尔
- 因特拉肯东（阿勒河）

图恩湖泊岸
- 因特拉肯西（阿勒河水道）
- 代尔利根（2007年起关闭）
- 莱西根（2007年起关闭）
- 下森
- 圣贝亚图斯洞（德语：St. Beatus-Höhlen）-貝阿滕貝格
- 贝阿滕布赫特
- 梅尔利根（德语：Merligen）
- 福伦塞（德语：Faulensee）
- 施皮茨
- 贡滕（德语：Gunten）
- 连根萨亨（定期停靠仅提供6人以上预订）
- 上霍芬
- 希爾特芬根
- 许尼巴赫
- 艾尼根（德语：Einigen）（2007年起关闭）
- 格瓦特（德语：Gwatt）（仅夏季定期停靠）
- 图恩赌场（无定期停靠）
- 沙道（无定期停靠）
- 图恩（阿勒河水道）

## 公共汽车
BLS也通过子公司巴士兰股份公司（Busland AG）在埃默河谷等地经营多条公交线路。